# Petrus Immens

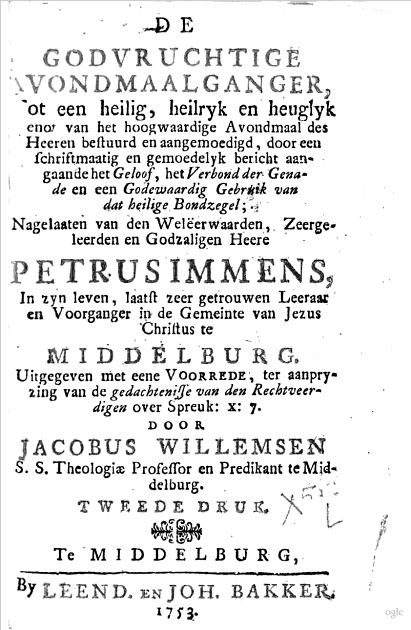
Titelblad van de tweede druk van "De godvruchtige avondmaalganger" (1753)

Petrus Immens (Oirschot, 26 oktober 1664 – Middelburg, 18 november 1720) was een Nederlandse gereformeerde dominee.

## Leven en werk
Immens werd in Oirschot geboren als zoon van de predikant Robertus Immens en Maria van der Deliën. Hij behoorde tot een familie van predikanten. Zijn vader en zijn grootvaders waren predikant. Vijf van zijn broers studeerden evenals hijzelf theologie. Hij behoorde tot de piëtistische stroming in het protestantisme. Hij studeerde theologie in Utrecht en werd achtereenvolgens predikant in Oirschot, West-Souburg, Zaltbommel en Middelburg. In deze plaats was hij tevens curator van de Latijnse School. Hij was voorstander van het bijeenkomen van de gelovigen in zogenaamde conventikels, gezelschappen waarin godsdienstoefeningen werden gehouden.
Hij is vooral bekend van zijn werk De godvruchtige avondmaalganger, waarvan in 2014 een hertaalde versie verscheen. De in dit boek opgenomen godsdienstoefeningen waren uitgeschreven door Jacoba Petronella Winckelman. In Middelburg is de Petrus Immensschool naar hem genoemd.